# Draganić (Karlovac)
Draganić is een gemeente in de Kroatische provincie Karlovac.
Draganić telt 2950 inwoners. De oppervlakte bedraagt 72,9 km², de bevolkingsdichtheid is 40,5 inwoners per km².

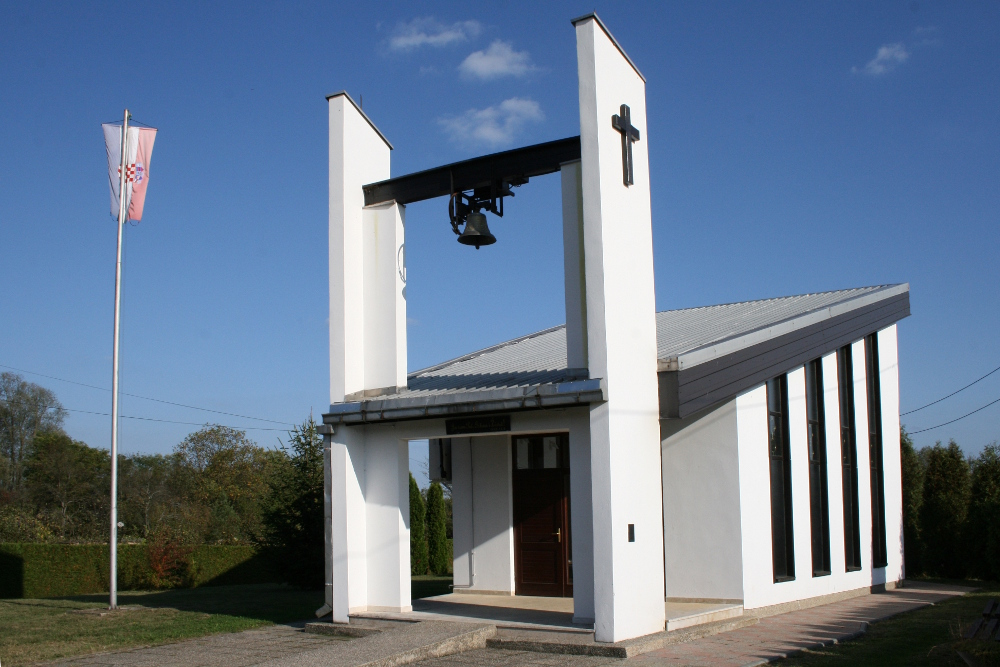
Kapel

Steden (gradovi): Karlovac · Duga Resa · Ogulin · Ozalj · Slunj

Gemeenten (općine): Barilović · Bosiljevo · Cetingrad · Draganić · Generalski Stol · Josipdol · Kamanje · Krnjak · Lasinja · Netretić · Plaški · Rakovica · Ribnik · Saborsko · Tounj · Vojnić · Žakanje